# Championnat de Belgique de football de deuxième division 1957-1958
Navigation
saison précédente saison suivante
Le Championnat de Belgique de football de deuxième division 1957-1958 est la 41e édition du championnat de deuxième niveau national en Belgique. En Belgique francophone, cette division est appelée « Division 2 » ou « D2 ».
Il oppose 16 équipes, qui s'affrontent deux fois chacune en matches aller-retour. Au terme de la saison, le champion et son dauphin sont promus en Division 1 pour la prochaine saison. Les deux derniers classés sont relégués en Division 3.
La lutte pour le titre est âpre entre plusieurs candidats. Le K. Beeringen FC qui redescend de « Division 1 » es très présent mais il doit faire face à une concurrence acérée. L'autre relégué qu'est le Sporting de Charleroi se montre un rival sérieux dans la première partie du championnat, de même que le club flandrien de Saint-Nicolass/Waas. Mais au fil des semaines et des mois, la situation se décante et quelques-uns des premiers prétendants aux lauriers doivent rentrer dans le rangs. C'est alors que le Racing Tournaisien affichent ses ambitions avec de sérieux arguments. On pense même que les vainqueurs de la Coupe de Belgique '56 vont émerger. Mais le dénouement se décide sur quelques détails. Les « Mineurs » et les « Rats du Tournaisis » obtiennent un promotion méritée. 
En bas de tableau la lutte est également épique, avec six entités concernées jusqu'à l'approche des dernières journées. Au décompte final, la décision se fait au plus petit nombre de défaite pour un des descendants. L'autre relégué est Uccle Sport. Malgré un ou deux succès prestigieux (0-3 à Charleroi ou 5-3 contre le F. FC Brugeois), le club bruxellois est résolument trop court. Sauvé de peu un an auparavant, il quitte, sans savoir que c'est définitivement, le « Division 2 ». Présent en « Nationale », sans interruption depuis 1913, le club était revenu au 2e niveau en 1953. Cette 35e saison est donc la dernière du « matricule 15 » à un tel niveau. Quinze ans plus tard, il quittera définitivement les séries nationales.
À noter, pour l'anecdote, que sur les seize clubs engagés en championnat, douze ont déjà évolué au plus haut niveau national, tandis que les quatre autres l'atteindront plus tard.

## Clubs participants 1957-1958
Seize clubs prennent part à cette édition, soit le même nombre que lors de la compétition précédente.
Les matricules renseignés en gras existent encore lors de la saison « 2021-2022 ».
| #  | Nom                                       | Mat. | Ville         | Stades            | En D2 depuis   | Total en D2 | Saison précéd.     |
| -- | ----------------------------------------- | ---- | ------------- | ----------------- | -------------- | ----------- | ------------------ |
| 1  | Royal Charleroi Sporting Club             | 22   | Charleroi     | du Mambourg       | 1957-58 (1re)  | 12 s        | Division 1 16e     |
| 2  | Koninklijke Beringen Football Club        | 522  | Beringen      | Mijnstadion       | 1957-58 (1re)  | 9 s         | Division 1 15e     |
| 3  | Royal Football Club Brugeois              | 3    | Bruges        | De Klokke         | 1951-52 (7e)   | 16 s        | 10e                |
| 4  | Royal Cercle Sportif Brugeois             | 12   | Bruges        | E. De Smedt       | 1956-57 (2e)   | 10 s        | 9e                 |
| 5  | Royal Uccle Sport                         | 15   | Uccle         | Ch. de Neerstalle | 1953-54 (5e)   | 35 s        | 14e                |
| 6  | Koninklijke Kortrijk Sports               | 19   | Courtrai      | Guldensporen      | 1943-44 (14e)  | 23 s        | 5e                 |
| 7  | Koninklijke Football Club Malinois        | 25   | Malines       | Ach. de Kazerne   | 1956-57 (2e)   | 13 s        | 8e                 |
| 8  | Royal Racing Club Tournai                 | 36   | Tournai       | Drève de Maire    | 1955-56 (3e)   | 10 s        | 4e                 |
| 9  | Royal White Star Athletic Club            | 47   | Woluwe-St-L.  | rue Kelle         | 1947-48 (10e)  | 21 s        | 7e                 |
| 10 | Koninklijke Lyra                          | 52   | Lierre        | Lyrastadion       | 1954-1955 (4e) | 25 s        | 3e                 |
| 11 | Athletische Sportvereniging Oostende K.M. | 53   | Ostende       | Albertpark        | 1949-1950 (9e) | 25 s        | 11e                |
| 12 | Koninklijke Boom Football Club            | 58   | Boom          | Velodromestr.     | 1949-50 (9e)   | 23 s        | 12e                |
| 13 | Koninklijke Sint-Niklaasse Sportkring     | 221  | St-Nicolas/W. | Puyenbeke         | 1947-48 (11e)  | 13 s        | 6e                 |
| 14 | Patro Eisden                              | 3434 | Eisden        | Castagnelaan      | 1956-57 (2e)   | 2 s         | 13e                |
| 15 | Koninklijke Football Club Diest           | 41   | Diest         | De Warande        | 1957-58 (1re)  | 1 s         | 1er Div. 3 Série A |
| 16 | Koninklijke Sportclub Eendracht Aalst     | 90   | Alost         | Bredestraat       | 1957-58 (1re)  | 8 s         | 1er Div. 3 Série B |

### Localisations
| \| Lyra FC Malinois AS Oostende FC Brugeois CS Brugeois Courtrai E. Aalst St-Nicolas Boom White Star Uccle RC Tournai Charleroi P. Eisden Beringen Diest \| Localisation des clubs engagés en Division 2 1957-1958 |
| Lyra FC Malinois AS Oostende FC Brugeois CS Brugeois Courtrai E. Aalst St-Nicolas Boom White Star Uccle RC Tournai Charleroi P. Eisden Beringen Diest                                                              |

## Déroulement de la compétition

### Premier tour
Ce premier tour se déroule du 1er septembre 1957 au 29 décembre 1957.

### Deuxième tour
Ce deuxième tour se déroule du 5 janvier 1958 au 11 mai 1958. Durant cette période, deux rencontres sont reportées. Elles concernent toutes les deux le Sporting de Charleroi. Le 26 février 1957, les « Zèbres » ne peuvent recevoir le « Malinwa ». Deux semaines plus tard, soit le 16 février 1958, c'est la venue du FC Brugeois qui est annulée. Ces deux parties sont reprogrammées, respectivement les 2 et 23 mars 1958.

## Résultats et Classements
- Le nom des clubs est celui employé à l'époque

Légende
- Champion et promu en Division 1 la saison suivante
- Promu en Division 1 la saison suivante
- clubs relégués en Division 3 la saison suivante

Abréviations
 : Relégué de Division 1
 : Promu de Division 3
- Champion d'automne : K. St-Niklaasse SK

### Classement final
| Rang | Équipe                | Pts | J  | G  | N  | P  | Bp | Bc | Diff |
| ---- | --------------------- | --- | -- | -- | -- | -- | -- | -- | ---- |
| 1    | K. BEERINGEN FC       | 42  | 30 | 17 | 8  | 5  | 64 | 32 | +32  |
| 2    | R. RC Tournaisien     | 42  | 30 | 19 | 4  | 7  | 60 | 34 | +26  |
| 3    | K. FC Malinois        | 38  | 30 | 16 | 6  | 8  | 66 | 46 | +20  |
| 4    | R. Charleroi SC       | 35  | 30 | 13 | 9  | 8  | 55 | 46 | +9   |
| 5    | R. FC Brugeois        | 34  | 30 | 13 | 8  | 9  | 49 | 35 | +14  |
| 6    | K. Boom FC            | 33  | 30 | 14 | 5  | 11 | 57 | 49 | +8   |
| 7    | K. Sint-Niklaasse SK  | 30  | 30 | 12 | 6  | 12 | 36 | 38 | -2   |
| 8    | Patro Eisden          | 30  | 30 | 13 | 4  | 13 | 53 | 50 | +3   |
| 9    | K. SC Eendracht Aalst | 29  | 30 | 13 | 3  | 14 | 46 | 50 | -4   |
| 10   | K Lyra                | 28  | 30 | 11 | 6  | 13 | 52 | 50 | +2   |
| 11   | R. CS Brugeois        | 25  | 30 | 10 | 5  | 15 | 38 | 58 | -20  |
| 12   | R. White Star AC      | 25  | 30 | 11 | 3  | 16 | 50 | 58 | -8   |
| 13   | K. Kortrijk Sport     | 24  | 30 | 10 | 4  | 16 | 44 | 59 | -15  |
| 14   | K. FC Diest           | 23  | 30 | 6  | 11 | 13 | 49 | 63 | -14  |
| 15   | AS Ostende            | 23  | 30 | 8  | 7  | 15 | 37 | 46 | -9   |
| 16   | R. Uccle Sport        | 19  | 30 | 7  | 5  | 18 | 41 | 83 | -42  |

### Tableau des résultats
| Résultats (▼dom., ►ext.)                                   | AAL | BEE | BOO | FCB | CSB | CHA | DIE | PAT | KOR | LYR | MAL | OOS | STN | TOU | UCC | WHI |
| K. SC Eenracht Aalst                                       |     | 0-2 | 3-1 | 4-1 | 5-2 | 2-1 | 2-2 | 2-1 | 1-3 | 3-1 | 1-4 | 2-0 | 1-1 | 1-3 | 3-0 | 2-3 |
| K. Beeringen FC                                            | 0-0 |     | 1-1 | 0-0 | 2-0 | 7-2 | 2-0 | 5-1 | 5-0 | 3-0 | 4-0 | 3-1 | 1-1 | 0-2 | 3-1 | 3-1 |
| K. Boom FC                                                 | 5-0 | 2-3 |     | 1-2 | 2-3 | 2-1 | 2-2 | 2-1 | 2-1 | 3-1 | 3-1 | 3-1 | 2-1 | 2-0 | 3-0 | 1-0 |
| R. FC Brugeois                                             | 0-2 | 1-1 | 0-1 |     | 1-0 | 2-2 | 2-2 | 4-0 | 1-1 | 1-1 | 1-1 | 2-0 | 5-0 | 0-1 | 2-0 | 2-1 |
| R. CS Brugeois                                             | 2-1 | 1-2 | 2-1 | 0-5 |     | 2-1 | 3-2 | 0-3 | 2-1 | 0-1 | 2-1 | 0-0 | 0-0 | 1-2 | 3-0 | 3-0 |
| R. Charleroi SC                                            | 1-0 | 2-2 | 2-1 | 3-1 | 4-0 |     | 0-0 | 0-0 | 2-3 | 2-1 | 3-2 | 3-0 | 3-0 | 2-0 | 0-3 | 3-1 |
| K. FC Diest                                                | 2-0 | 2-2 | 3-2 | 2-6 | 3-3 | 2-2 |     | 1-2 | 2-3 | 2-4 | 1-3 | 3-1 | 1-0 | 0-3 | 2-2 | 6-4 |
| Patro Eisden                                               | 0-1 | 1-0 | 4-3 | 1-0 | 2-1 | 3-4 | 2-2 |     | 8-1 | 0-2 | 4-0 | 2-2 | 2-1 | 1-2 | 4-1 | 2-3 |
| K. Stade Kortrijk                                          | 1-2 | 1-2 | 1-1 | 2-0 | 1-1 | 2-1 | 2-1 | 6-0 |     | 2-0 | 0-1 | 0-2 | 3-1 | 1-5 | 3-0 | 0-1 |
| K. Lyra                                                    | 5-2 | 0-3 | 2-1 | 0-1 | 7-0 | 0-1 | 2-0 | 0-2 | 1-0 |     | 2-2 | 0-0 | 1-2 | 2-0 | 5-2 | 0-1 |
| R. FC Malinois                                             | 1-0 | 2-3 | 2-2 | 1-2 | 2-1 | 0-0 | 4-1 | 0-0 | 5-1 | 4-4 |     | 3-1 | 1-0 | 3-1 | 6-0 | 3-0 |
| AS Oostende KM                                             | 0-1 | 1-0 | 2-2 | 0-1 | 3-2 | 0-0 | 2-1 | 0-1 | 2-2 | 4-1 | 1-2 |     | 0-1 | 0-2 | 5-0 | 3-1 |
| K. St-Niklaasse SK                                         | 0-1 | 0-3 | 4-0 | 0-1 | 0-1 | 1-0 | 1-1 | 1-0 | 2-1 | 2-2 | 4-3 | 2-0 |     | 2-3 | 5-1 | 2-1 |
| R. RC Tournaisien                                          | 2-0 | 3-0 | 3-1 | 2-1 | 2-1 | 4-4 | 0-0 | 2-1 | 3-1 | 3-3 | 2-3 | 1-2 | 0-0 |     | 5-0 | 1-0 |
| R. Uccle Sport                                             | 2-1 | 1-1 | 1-2 | 5-3 | 2-2 | 3-3 | 1-3 | 1-3 | 2-1 | 1-3 | 1-4 | 4-3 | 0-1 | 1-0 |     | 2-2 |
| R. White Star AC                                           | 4-3 | 5-1 | 2-3 | 1-1 | 2-0 | 2-3 | 1-0 | 3-2 | 3-0 | 3-1 | 1-2 | 1-1 | 0-1 | 1-3 | 2-4 |     |
| - Victoire à domicile - Match nul - Victoire à l'extérieur |     |     |     |     |     |     |     |     |     |     |     |     |     |     |     |     |

### Leader du classement journée par journée
Durant ce championnat, cinq clubs différents occupent la tête du classement. C'est finalement celui qui a été leader le plus souvent qui est sacré.
Lors des premières journées, ou ultérieurement, en cas d'égalité de point et du plus petit nombre de défaite, la meilleure différence de buts est prise en compte, même si celle n'est n'est pas décisive pour la fédération belge.
- 1re journée Beeringen s'impose 5-1, Charleroi 4-0. Les 5 buts inscrits par les Limbourgeois leur donnent la 1re place.
- 4e journée et 5e journée, Beeringen classé premier en raison de sa meilleure différence de buts.
- 16e journée, c'est à la différence de buts, que le FC Malinois (+13) est placé devant St-Nicolas/Waas (+12). Lors de cette journée, le « Malinwa » bat les Waaslandiens 1-0.

Jounée en tête... 
- K. Beeringen FC : 15 journées
- K. St-Niklaasse SK et R. RC Tournaisien : 5 journées
- R. Charleroi SC : 3 journées
- R. FC Malinois : 2 journées

### Meilleur buteur
- Jan Dom (FC Malines), 18 buts

## Récapitulatif de la saison
- Champion: K. Beeringen FC (3e titre au  2e Niveau, le premier sous l'appellation « Division 2 »)
  - 2e promu: R. RC Tournaisien

- Cinquième titre au 2e niveau pour la Province de Limbourg

| Région flamande (11)            | Région flamande (11) | Province de Brabant (3)      | Province de Brabant (3) | Région wallonne (2)    | Région wallonne (2) |
| ------------------------------- | -------------------- | ---------------------------- | ----------------------- | ---------------------- | ------------------- |
| Province d'Anvers               | 3                    | Région de Bruxelles-Capitale | 2                       | Province de Hainaut    | 2                   |
| Province de Flandre-Occidentale | 4                    | Province du Brabant flamand  | 1                       | Province de Liège      | 0                   |
| Province de Flandre-Orientale   | 2                    | Province du Brabant wallon   | 0                       | Province de Luxembourg | 0                   |
| Province de Limbourg            | 2                    |                              |                         | Province de Namur      | 0                   |

1. ↑  Au niveau footballistique, la province de Brabant est toujours unitaire malgré sa partition territoriale en 1995.

### Admission et relégation
Beringen FC remonte en Division 1 une saison après l'avoir quittée. Il est accompagné par le Racing de Tournai qui devient le 49e club différent à atteindre la plus haute division (le 4e cercle de la Province de Hainaut).
Avec la montée de son Racing, la ville de Tournai devient la 10e agglomération à placer un deuxième club dans la plus haute du division du football belge, après Anvers, Bruxelles, Bruges, Courtrai, Liège, Gand, Malines, Charleroi et Lierre. Par la suite, viendront encore s'ajouter Ostende, Waregem et Louvain
Les deux descendants de Division 1 sont le Daring CB et le K. RC Mechelen.

L'AS Ostende et Uccle Sport descendent en Division 3, d'où sont promus le R. FC Renaisien et le R. FC Sérésien.
À noter qu'avec la relégation d'Uccle Sport, c'est une page d'Histoire qui se tourne. Le club vient de disputer sa 35e saison (record pour l'époque) au 2e niveau national. Le matricule 15 recule ensuite dans la hiérarchie. Il passe sept saisons en « Division 3 », puis autant en « Promotion », avant de quitter les séries nationales, où il a séjourné 60 ans (52 saisons consécutives), au terme de la saison 1971-1972. Dix-huit ans plus tard, concrètement le 1er juillet 1990. le Royal Uccle Sport et son matricule 15 sont démissionnés des registres fédéraux quand prend effet le même jour une fusion avec le R. Léopold FC d'Uccle (matricule 5) pour former le R. Léopold Uccle FC (matricule 5).

### Débuts au deuxième niveau national
Le K. FC Diest devient le 99e club différent à évoluer au 2e niveau national du football belge, le 18e Province de Brabant, le 6e de la Province du Brabant flamand.